# Reyðarfell (kulle)
Reyðarfell är en kulle i republiken Island. Den ligger i regionen Västlandet, 60 km nordost om huvudstaden Reykjavík. Toppen på Reyðarfell är 362 meter över havet.
Trakten runt Reyðarfell är nära nog obefolkad, med mindre än två invånare per kvadratkilometer. Det finns inga samhällen i närheten. Trakten runt Reyðarfell består i huvudsak av gräsmarker.